# 국제 재즈의 날

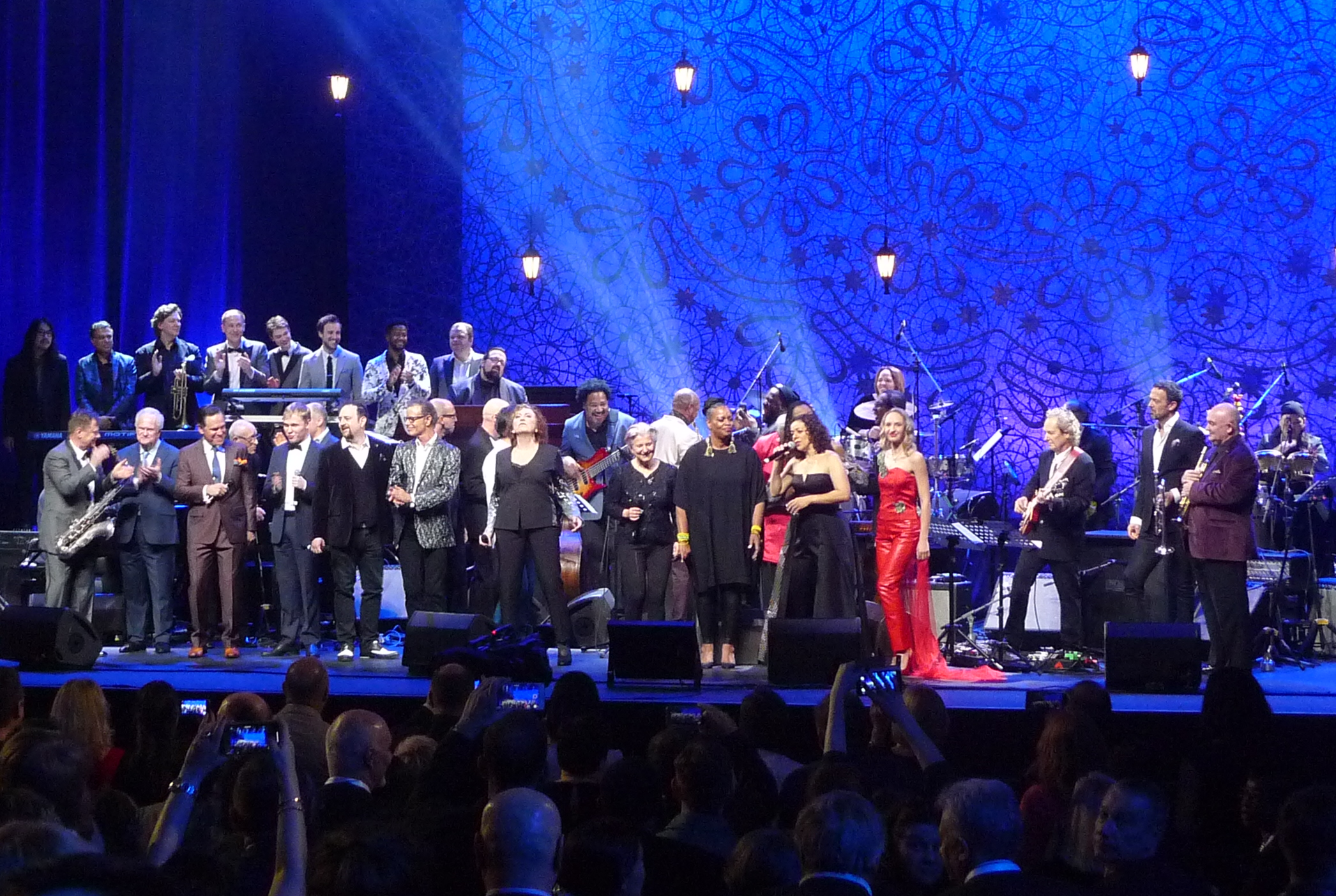

국제 재즈의 날(영어: International Jazz Day)은 매년 4월 30일에 해당하는 국제 기념일이다. 유네스코가 제정하였으며, 셀로니어스 몽크 인스티튜트 오브 재즈와 협력하였다.